# Eggenburg
Eggenburg là một đô thị ở huyện Horn trong bang Niederösterreich, ở nước Áo. Đô thị này có diện tích 23,52 km², dân số năm 2001 là 3645 người.

## Nhân vật
- Johann Zelebor